# Гряда (река)
Гряда́ — река в Московской области России, правый приток реки Озерны.
Берёт начало у станции Чисмена Рижского направления Московской железной дороги, устье — у деревни Нижнее Сляднево Рузского городского округа. Левый приток Гряды — река Разварня.
Длина реки составляет 21 км (по другим данным — 20 км), площадь водосборного бассейна — 147 км². Равнинного типа. Питание преимущественно снеговое. Замерзает обычно в середине ноября, вскрывается в середине апреля.
Бассейн Гряды — живописные и популярные у туристов места Смоленско-Московской возвышенности с моренными холмами и впадинами, быстрыми реками и ручьями, густыми смешанными лесами. Поскольку в верхнем течении Гряда на протяжении 12 км пересекает район Сычёвских карьеров, изуродованный ими и занятый многочисленными дачными участками, то пешие туристы предпочитают выходить на Гряду по её левому притоку — реке Разварне.